# Parapilkhanivora testacea
Parapilkhanivora testacea är en stekelart som beskrevs av Farooqi och Menon 1973. Parapilkhanivora testacea ingår i släktet Parapilkhanivora och familjen fikonsteklar. Inga underarter finns listade i Catalogue of Life.